# Liste der Bodendenkmale in Brevörde
In der Liste der Bodendenkmale in Brevörde sind die Bodendenkmale der niedersächsischen Gemeinde Brevörde aufgeführt. Die Quelle ist der Denkmalatlas Niedersachsen. 

Brevörde im Landkreis Holzminden

Der Stand der Liste ist der 30. Januar 2025.

## Allgemein
In den Spalten finden sich folgende Informationen des Bodendenkmales:
| Lage         | geographische Koordinaten                                                           |
| Bezeichnung  | Bezeichnung lt. Denkmalatlas                                                        |
| Beschreibung | Beschreibung lt. Denkmalatlas                                                       |
| ID           | Objekt-ID                                                                           |
| Bild         | Bild, ggf. zusätzlich mit Link zu weiteren Fotos im Medienarchiv Wikimedia Commons. |

## Brevörde
| Lage                        | Bezeichnung            | Beschreibung | ID       | Bild |
| --------------------------- | ---------------------- | --- | -------- | ---- |
| 51° 54′ 36″ N, 9° 22′ 54″ O | Brevörde 1, Grabhügel  | Durchmesser ca. 15 m und Höhe ca. 1 m. in der Mitte Eingrabung von 3 m Durchmesser und 0,5 m Tiefe sichtbar, die von einer Teilausgrabung 1925/26 stammt. | 28967932 | BW   |
| 51° 54′ 31″ N, 9° 23′ 46″ O | Brevörde 7, Grabhügel  | Durchmesser ca. 12 m und Höhe ca. 0,9 m. In der Kuppe flache Eingrabung.                                                                                  | 28967928 | BW   |
| 51° 54′ 43″ N, 9° 23′ 46″ O | Brevörde 34, Grabhügel | Durchmesser ca. 10 m und Höhe ca. 0,5 m. Steinhügel, annähernd rund.                                                                                      | 28903059 | BW   |